# Serra de Tramuntana
Serra de Tramuntana (phát âm tiếng Catalan: [sɛrə ðe tɾəmuntanə], Tây Ban Nha: Sierra de Tramontana) là một dãy núi nằm theo hướng Đông bắc-Tây nam cũng là cột xương sống phần bắc của đảo Mallorca thuộc Tây Ban Nha. Địa danh này cũng dùng đặt tên cho cảnh quan văn hóa của khu vực. và được UNESCO công nhận là di sản thế giới vào ngày 27 tháng 6 năm 2011.

## Địa lý
Đỉnh cao nhất của dãy núi là Puig Major đạt 1.445 mét; đây cũng là đỉnh núi cao nhất của cả quần đảo Balearic. Cách đó không xa là đỉnh Puig de Massanella cao thứ nhìa, đo được 1.364 mét. Phần cực nam của dãy Tramuntana có tên là Serra de Na Burguesa.
Khí hậu của dãy Tramuntana so với vùng bình nguyên thì ẩm ướt nhiều, vũ lượng hàng năm đạt 1.507 mm (59,3 inch), trong khi những nơi khác trên đảo chỉ có khoảng 400mm (15 inch). Vì ở trên cao nhiệt độ mát mẻ, mỗi năm cũng có vài ngày có tuyết rơi.

## Văn hóa

Vị trí của Serra de Tramuntana ở Mallorca

Cảnh quan văn hóa của Serra de Tramuntana là dãy núi cao chạy song song với bờ biển phía tây của đảo Mallorca. Từ xưa việc trồng trọt đã trông vào nguồn nước mà cư dân đảo đã lập ra một hệ thống dẫn nước vào ruộng. Để tận dụng đất đai trên triền núi dốc, nông dân phải vỡ đất làm ruộng bậc thang kè bằng đá cùng các công trình làm đập chứa nước và dẫn nước. Toàn vùng phong cảnh hoang sơ đường đất, lác đác những làng mạc, với ngọn thánh đường, trang trại, và ở ven cửa biển thì có mấy ngọn hải đăng.

## Các đô thị
| Đô thị:     | Dân số | Diện tích  | Mật độ Dân số/km² |
| Andratx     | 11,348 | 81.45 km²  | 139.3             |
| Banyalbufar | 627    | 18.05 km²  | 34.7              |
| Bunyola     | 5,910  | 84.63 km²  | 69.8              |
| Calvià      | 50,777 | 144.97 km² | 350.3             |
| Deià        | 754    | 15.12 km²  | 49.9              |
| Escorca     | 276    | 139.33 km² | 2.0               |
| Esporles    | 4,696  | 35.27 km²  | 133.1             |
| Estellencs  | 388    | 13.39 km²  | 29.0              |
| Fornalutx   | 732    | 19.49 km²  | 37.6              |
| Pollença    | 16,997 | 151.44 km² | 116.4             |
| Puigpunyent | 1,763  | 42.28 km²  | 41.7              |
| Sóller      | 13,625 | 42.75 km²  | 318.7             |
| Valldemossa | 1,977  | 42.84 km²  | 46.2              |

Dân số vào ngày 1 tháng 1 năm 2008

## Hình ảnh

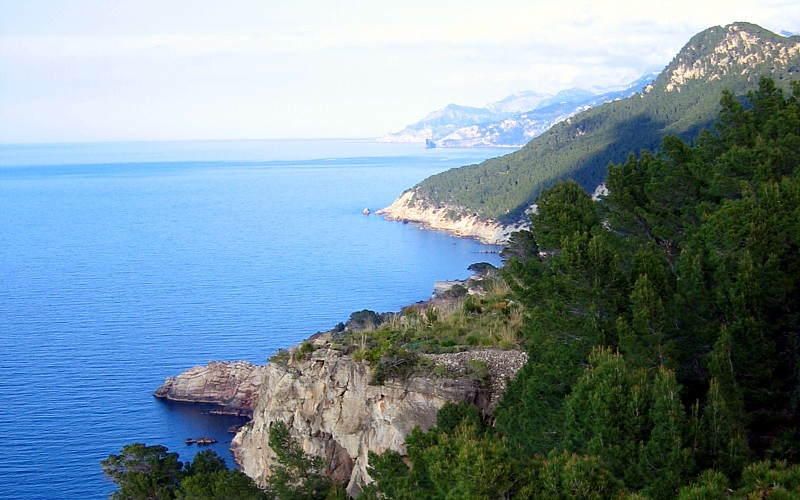
Phía biển của Serra de Tramuntana
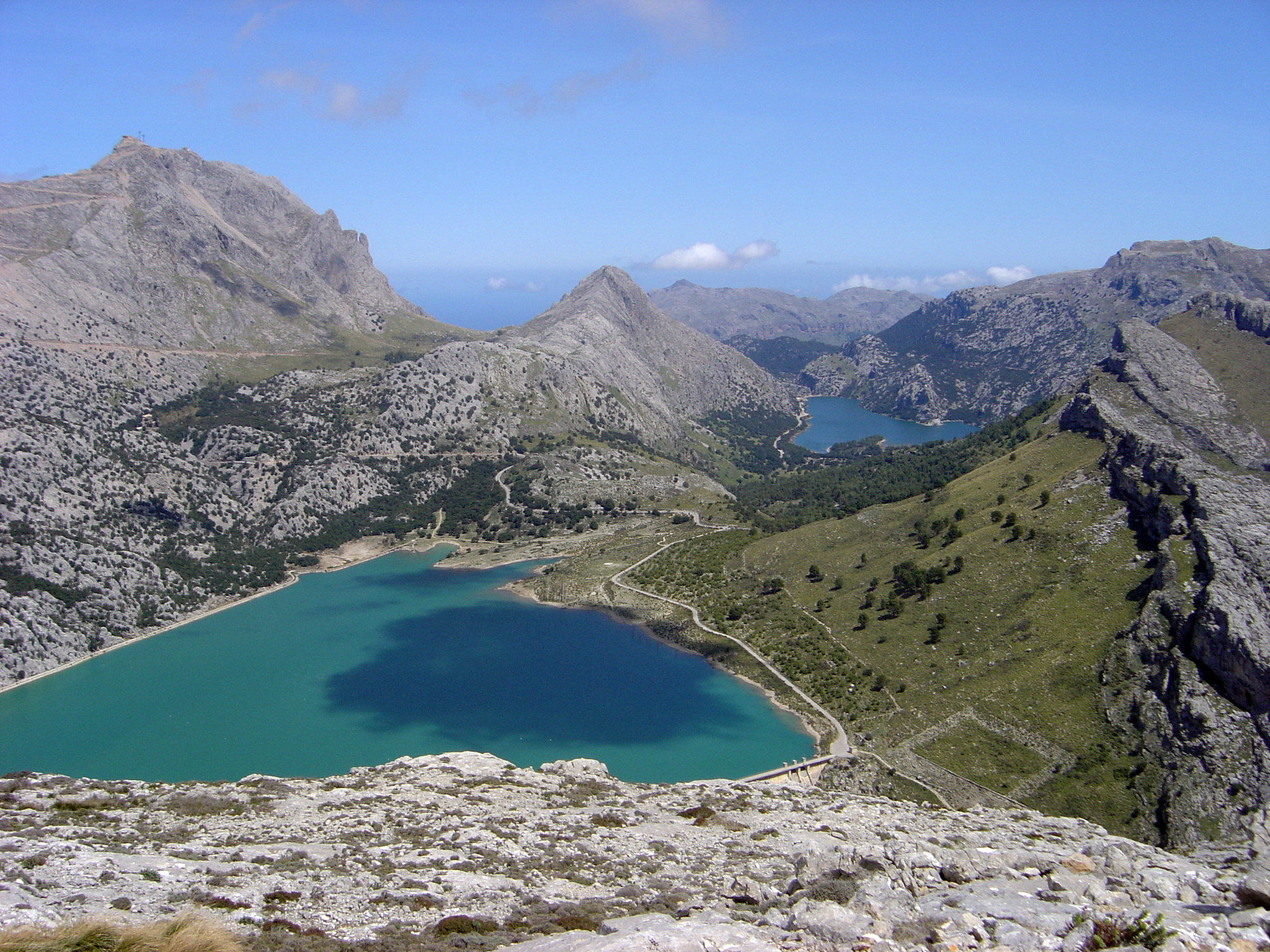
Hồ Cúber và Gorg Blau
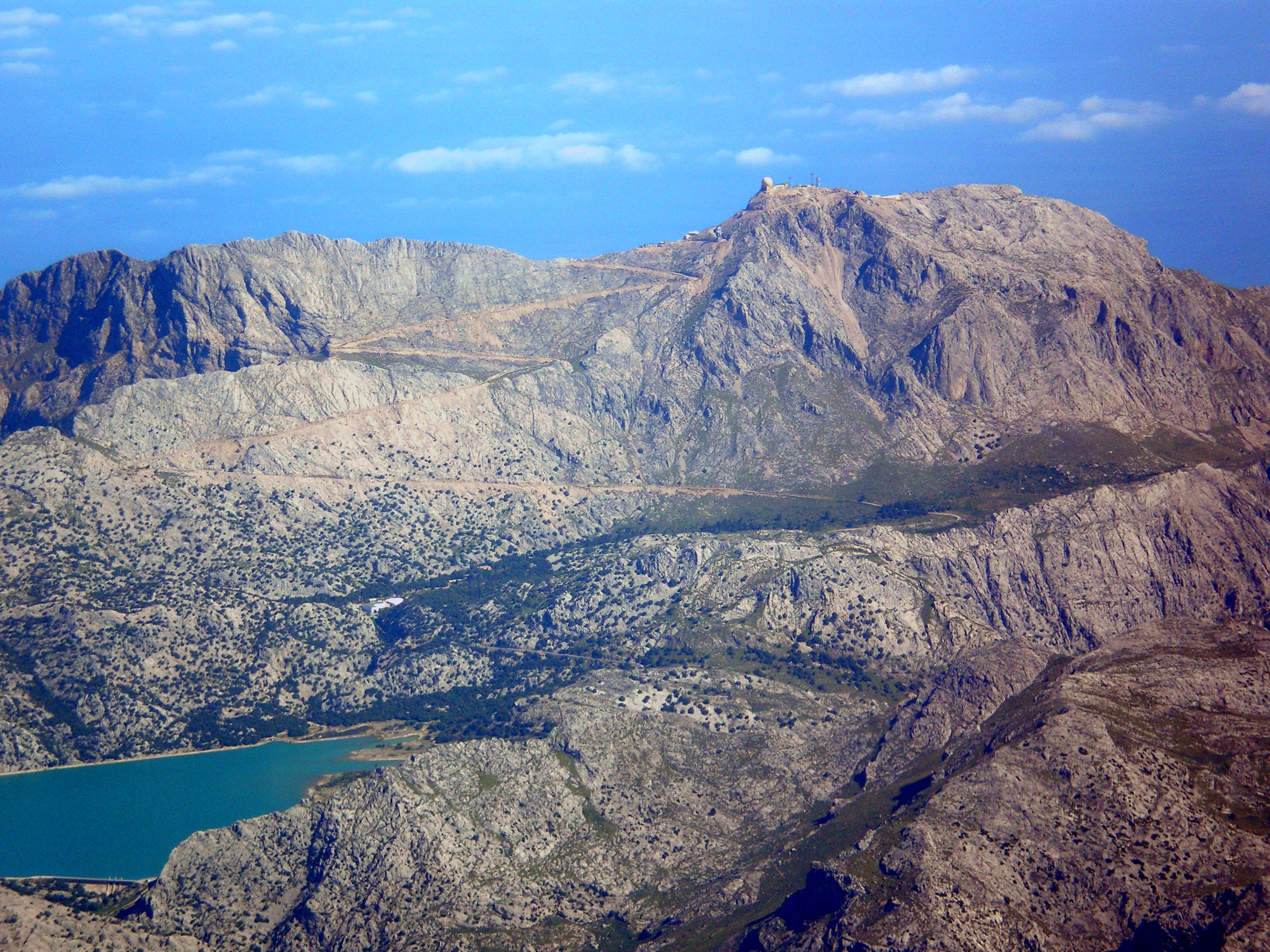
Đỉnh Puig Major
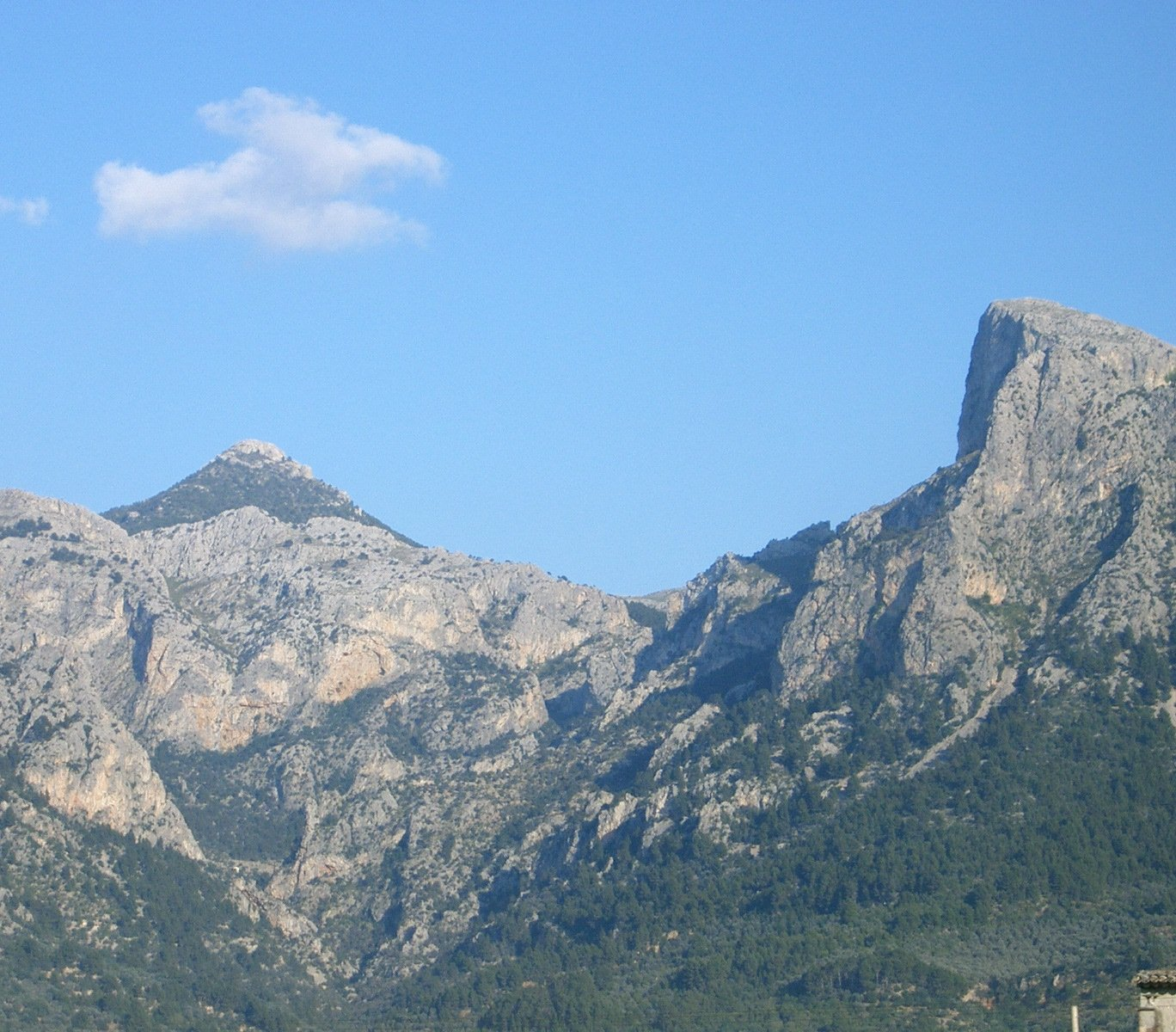
Puig d'Ofre
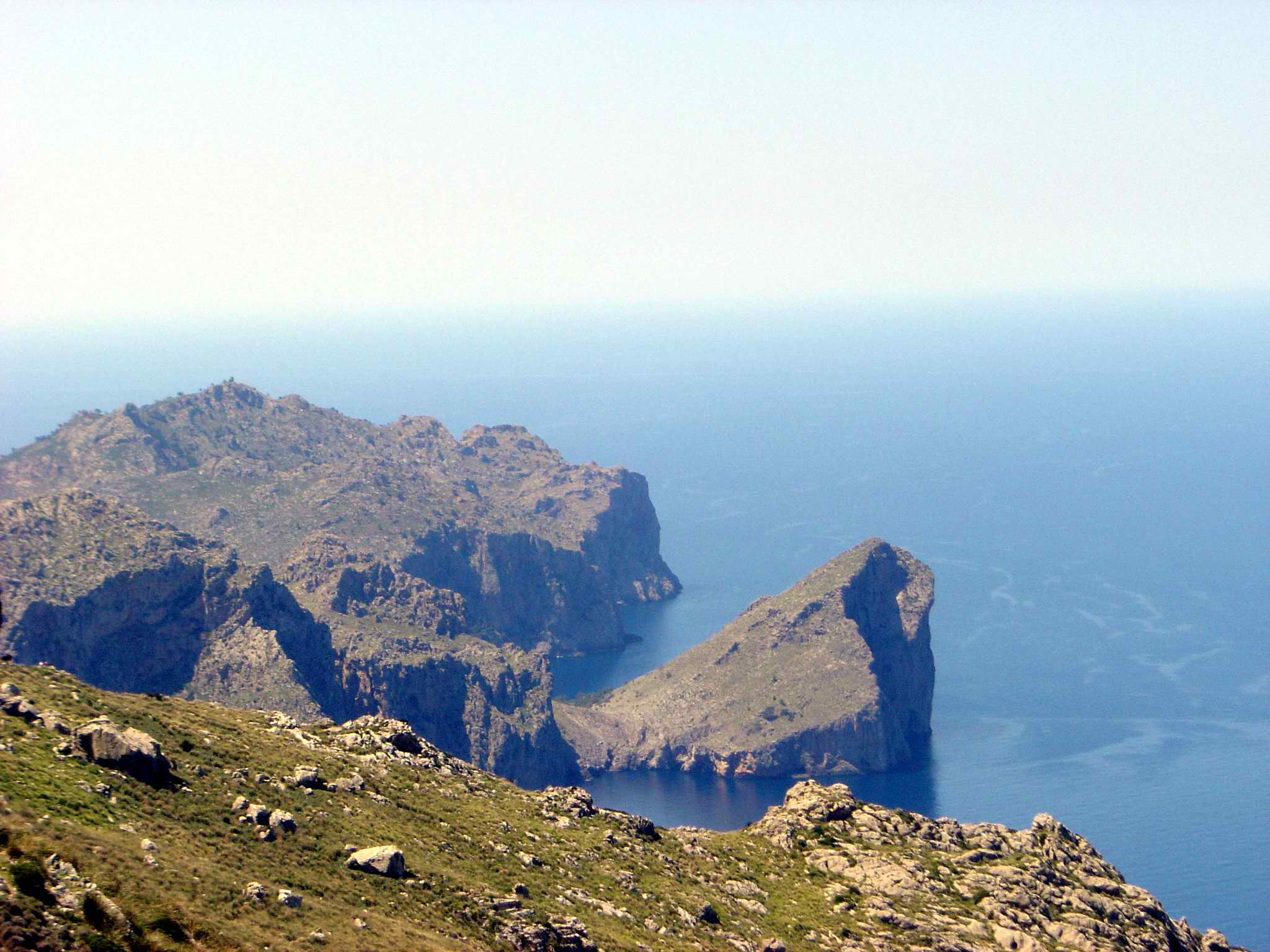
Morro de sa Vaca
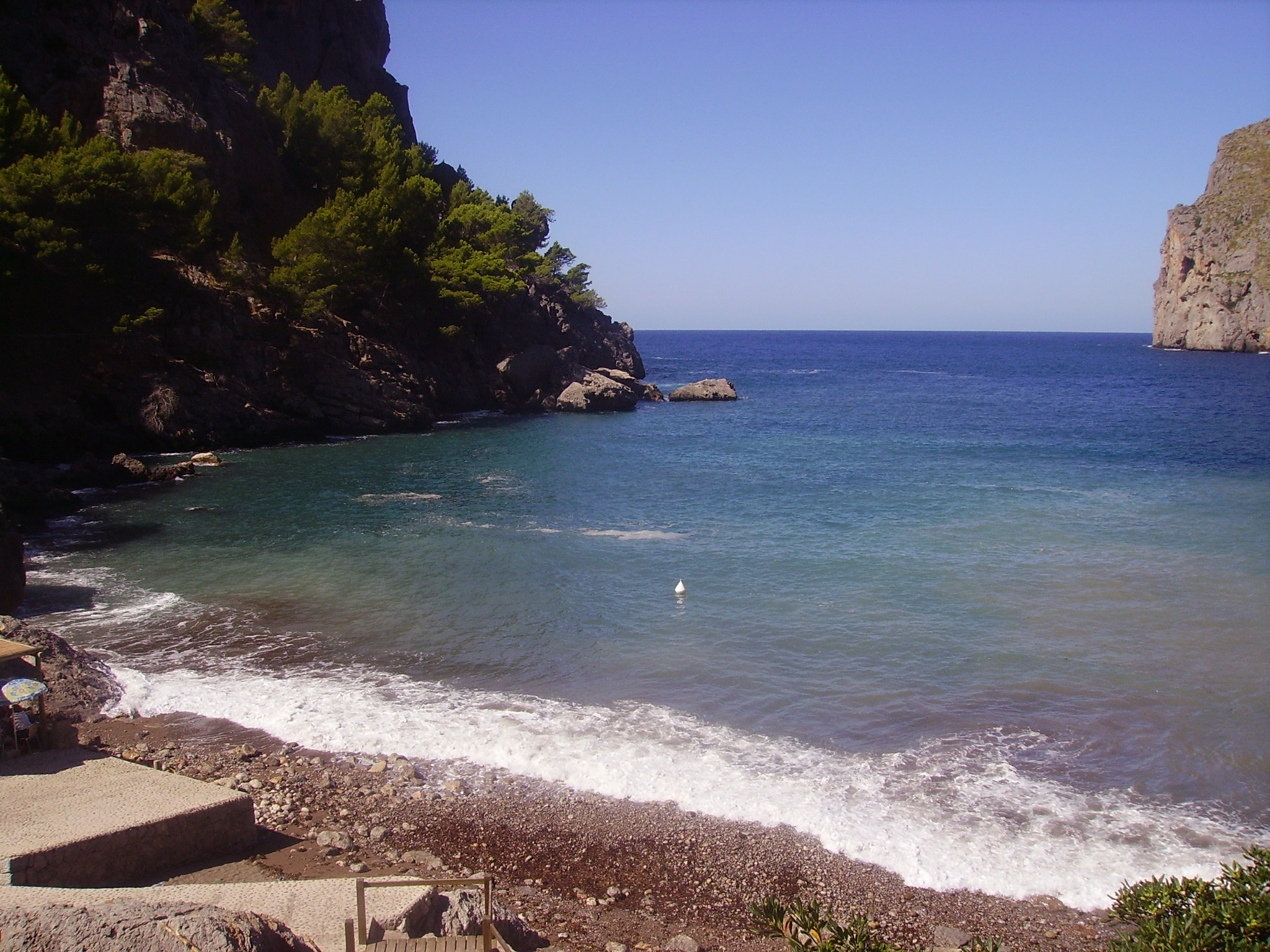
Sa Calobra
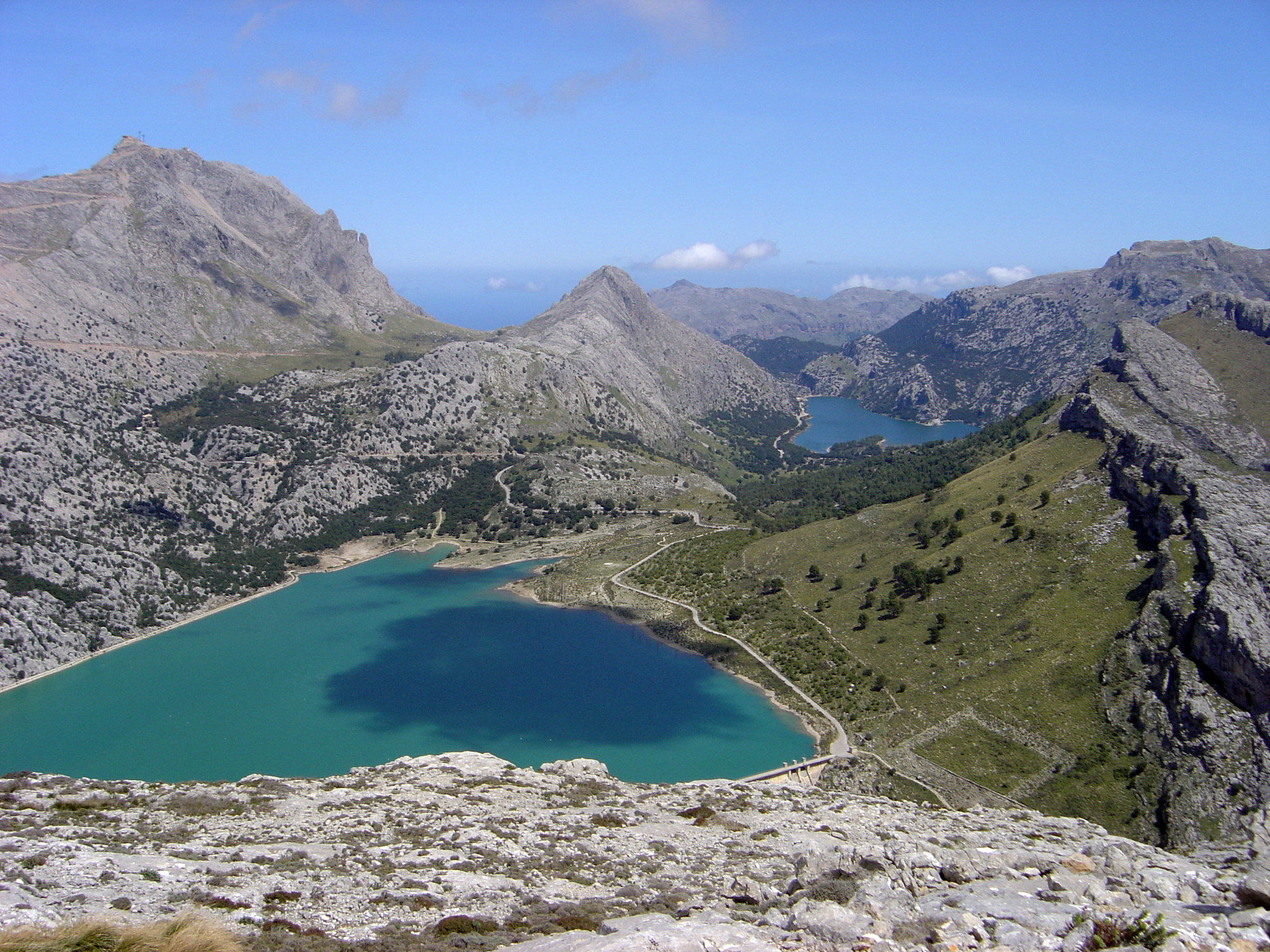
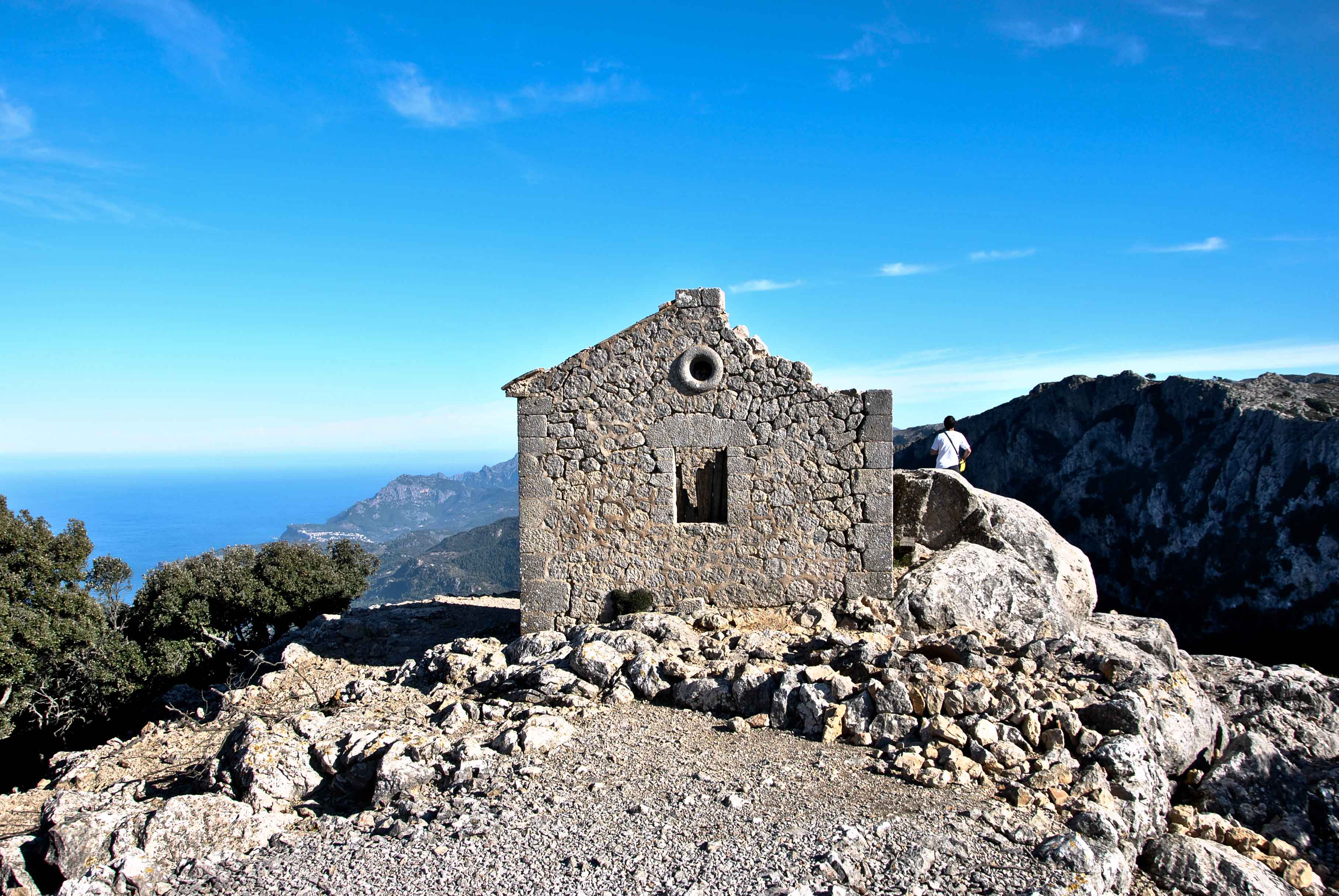
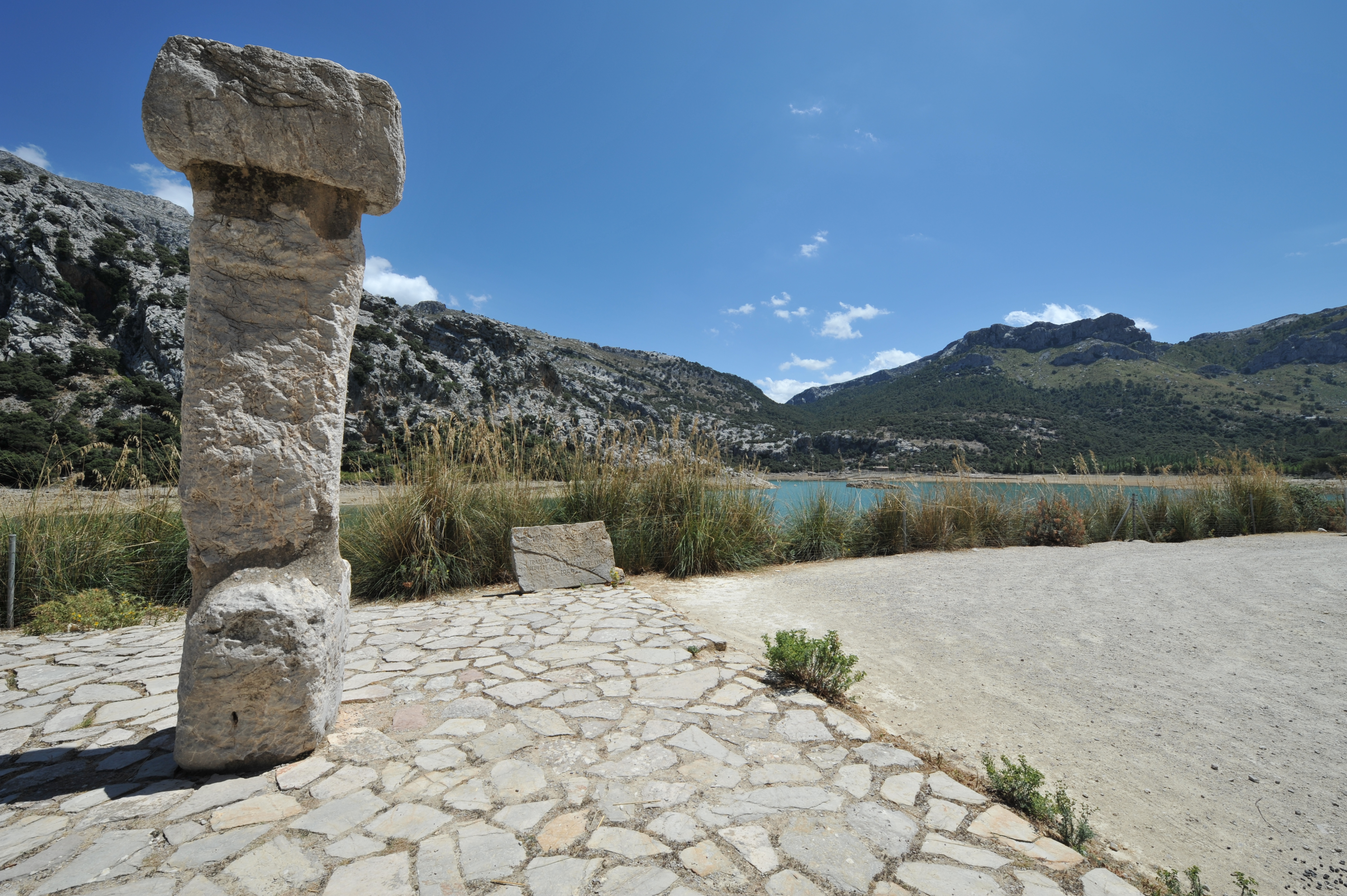
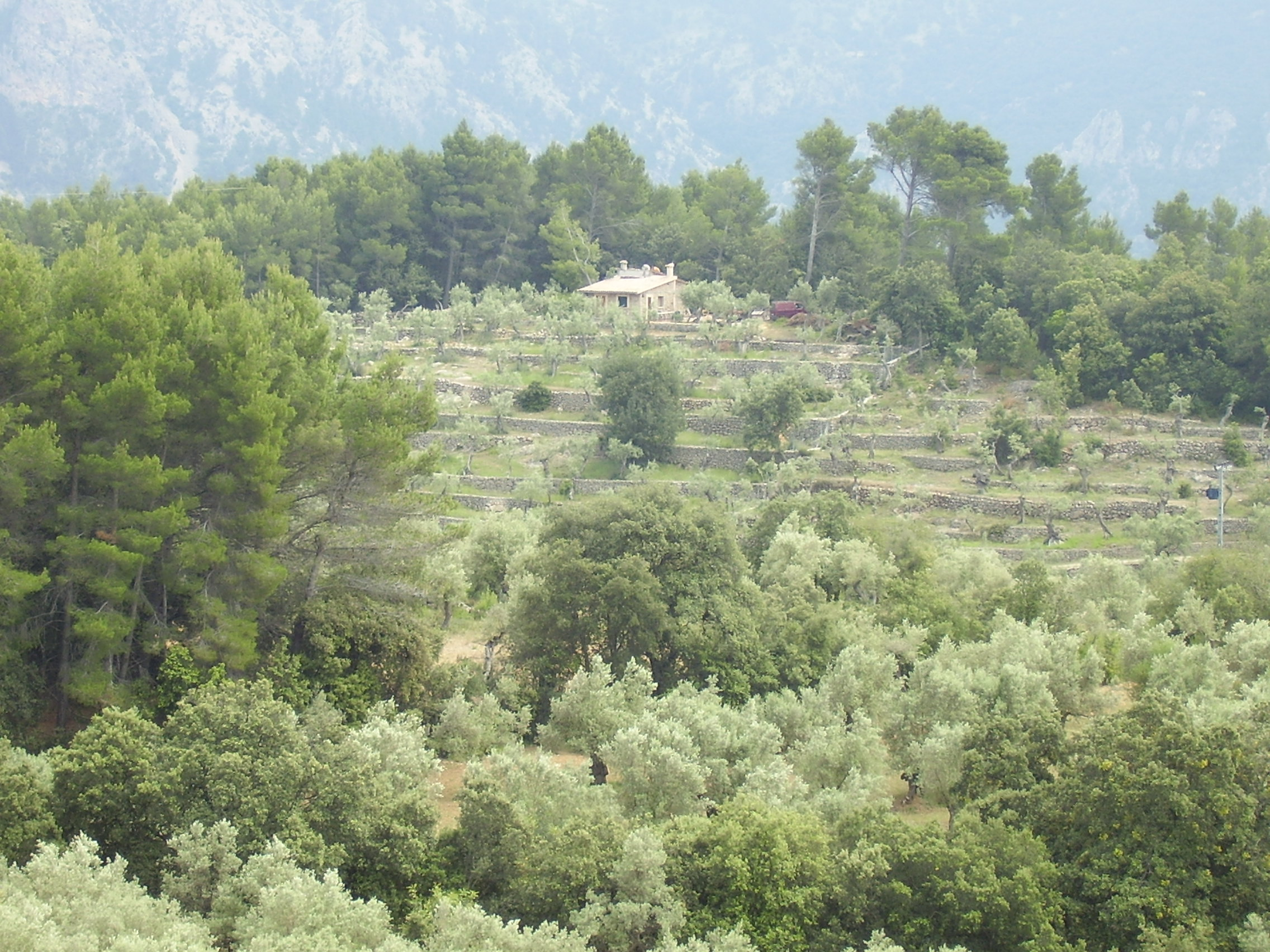